# Oscar Blumenthal

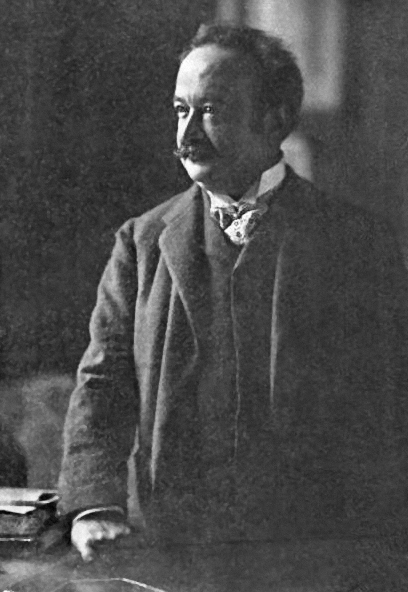
Oscar Blumenthal (um 1905)

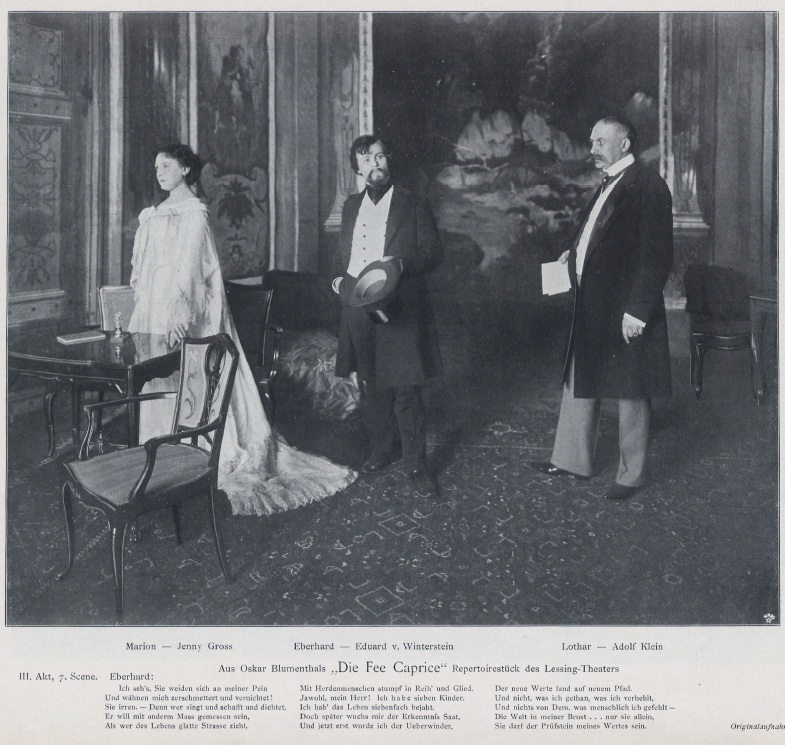
Szenenbild aus Die Fee Caprice von Oscar Blumenthal, aufgeführt 1901 im Lessing-Theater in Berlin.

Oscar Blumenthal, auch Oskar Blumenthal (* 13. März 1852 in Berlin; † 24. April 1917 in Berlin-Wilmersdorf) war ein deutscher Schriftsteller, Kritiker und Bühnendichter.

## Autor und Kritiker
Oscar Blumenthal, Sohn des Kaufmanns Louis Blumenthal und seiner Frau Pauline, geb. Heilberg, besuchte das Friedrich-Werdersche Gymnasium und studierte danach von 1869 bis 1872 in Berlin und Leipzig Philologie. 1875 wurde er über den Dichter Christian Dietrich Grabbe (1801–1836), dessen gesammelte Werke und handschriftlichen Nachlass er zugleich herausgab, zum Dr. phil. an der Philologischen Fakultät Rostock promoviert.
Ab 1874 war er auch Herausgeber und Redakteur der Zeitschrift Deutsche Dichterhalle und ab 1875 der Neuen Monatshefte für Dichtkunst und Kritik. Von 1875 bis 1887 war er als Feuilletonchef für das Berliner Tageblatt tätig. In dieser Zeit begründete er seinen Ruf als gefürchteter Theaterkritiker; wegen der Schärfe seiner Kritiken wurde er auch „blutiger Oskar“ genannt. Von 1888 bis 1898 war er Direktor des von ihm gegründeten Lessingtheaters in Berlin, wo er unter anderem Henrik Ibsens Stücke Baumeister Solness und Hedda Gabler auf die Bühne brachte. Von 1894 bis 1895 leitete er zudem das Berliner Theater.

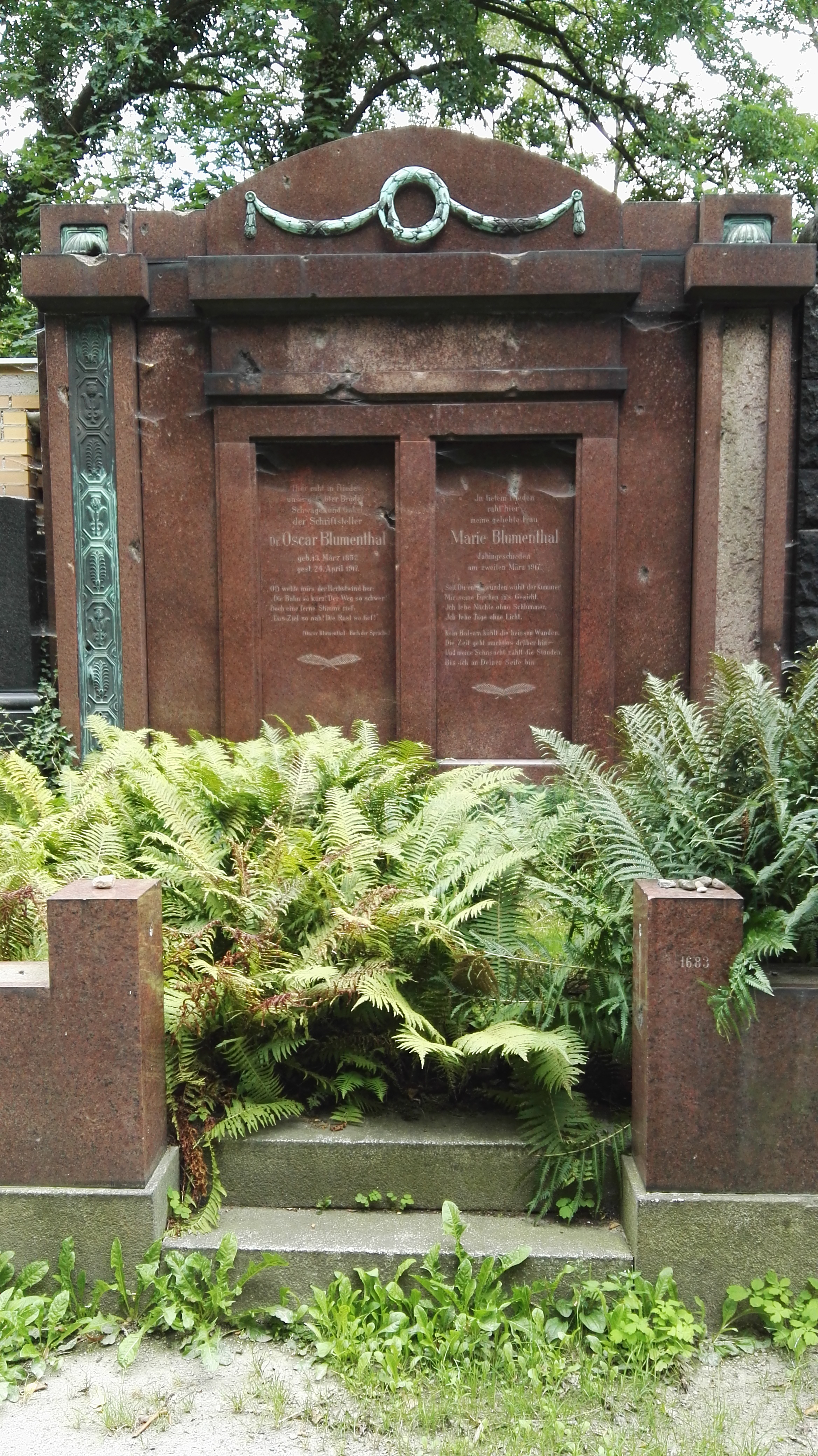
Grabstätte

Der von Oskar Blumenthal zumeist unter Mitwirkung von Ernst Pasqué, Gustav Kadelburg, Max Bernstein und anderen Mitautoren geschaffene moderne Gesellschaftsschwank beherrschte am Ende der 1890er Jahre die Bühnen. Während eines Sommeraufenthaltes 1896 schrieb er in der Villa Blumenthal in der Nähe von Bad Ischl das Stück Im weißen Rößl, das als Vorlage für Ralph Benatzkys erfolgreiches gleichnamiges Singspiel (1930) diente.
Ab 1898 arbeitete Blumenthal als freier Schriftsteller in Berlin. Sein Wohnsitz Ende des 19. Jahrhunderts in der Roonstraße 58 (Alsenviertel) lag fußläufig zum Lessingtheater.
Blumenthal war mit Marie Franke verheiratet. Er starb nur wenige Wochen nach ihr am 24. April 1917. Sein Grab befindet sich auf dem Jüdischen Friedhof Weißensee. In Berlin-Lichtenrade war 1914–1922 eine Straße nach ihm benannt.

## Schachkomposition
Blumenthal war ein Schachspieler und Schachkomponist, der 1902 den Begriff Miniatur für eine Schachkomposition mit höchstens sieben Steinen einführte.
Aus der Zeit ab 1871 sind von Oscar Blumenthal 95 Miniaturen bekannt. Er veröffentlichte sie vorwiegend im Deutschen Wochenschach. 1902 veröffentlichte er eine populäre Sammlung von Schachminiaturen, die ein Jahr später einen Nachfolger erhielt. Von Bedeutung für die Schachkomposition blieb er so auch als Schöpfer des Begriffs „Miniatur“.
Nachfolgend ein Frühwerk mit Opferschlüssel.
|   | a | b | c | d | e | f | g | h |   |
| 8 |   |   |   |   |   |   |   |   | 8 |
| 7 |   |   |   |   |   |   |   |   | 7 |
| 6 |   |   |   |   |   |   |   |   | 6 |
| 5 |   |   |   |   |   |   |   |   | 5 |
| 4 |   |   |   |   |   |   |   |   | 4 |
| 3 |   |   |   |   |   |   |   |   | 3 |
| 2 |   |   |   |   |   |   |   |   | 2 |
| 1 |   |   |   |   |   |   |   |   | 1 |
|   | a | b | c | d | e | f | g | h |   |

Lösung:

1. Sb4–d5 Zugzwang

1. … Kc4xd5 2. Lg6–f7 Idealmatt

1. … c6xd5 2. Lg6–d3 Mustermatt

1. … Kc4–b5 2. Lg6–d3 matt

1. … c6–c5 2. Da3–d3 matt

## Kurzgedichte (Beispiele)
Das ist ein häßliches Gebrechen,

wenn Menschen wie die Bücher sprechen.

Doch reich und fruchtbar sind für jeden

die Bücher, die wie Menschen reden!
Der satte Reichtum hat’s ausgemacht,

dass Armut niemandem Schande macht.

Die Schlemmer lehren am vollen Tisch,

wie Salz und Brot hält die Wangen frisch.
Die Tauben gurren vom Dachesrand:

„Nehmt lieber den Sperling in die Hand!“ …

Und die Dummen fassten den Mehrheitsbeschluss,

dass stets der Klügere nachgeben muss.
Bei Opern macht oft gleichen Kummer

Das Tonwerk wie das Textgedicht:

Die Dichtung reizt die Lust zum Schlummer,

Doch die Musik erlaubt ihn nicht.
Wer immer nach dem Nutzen strebt,

Der glaubt wohl, dass er ewig lebt,

Sonst würd’ er vor der Frage stutzen:

Am letzten Tag, wo bleibt der Nutzen?

## Werke (Auswahl)
- Christian Dietrich Grabbe’s sämmtliche Werke und handschriftlicher Nachlaß: erste kritische Gesammt-Ausgabe, herausgegeben und erläutert von Oskar Blumenthal. Vier Bände. Meyer, Detmold 1874; OCLC 232156317. Grote, Berlin 1875.
- Grabbesche Reliquien. In: Der Salon für Literatur, Kunst und Gesellschaft. Payne, Leipzig 1874, S. 179 ff.[Digitalisat 1]
- Beiträge zur Kenntnis Grabbes. Aus ungedruckten Quellen. Dissertation, Rostock 1875. Grote, Berlin 1875 OCLC 494371529
- Nachträge zur Kenntniss Grabbes. G. Grote, 1875[Digitalisat 2]
- Neue Monatshefte für Dichtkunst und Kritik. Verlag von Georg Stilke, Berlin / Verlag Ernst Julius Günther, Leipzig 1875–1877 OCLC 882087312
- Allerhand Ungezogenheiten. Verlag Ernst Julius Günther, Leipzig 1875.[Digitalisat 3]
- Für alle Wagen- und Menschen-Classen. Günther, Leipzig 1875 OCLC 73042555
- Betrogene Betrüger, Lustspiel in vier Akten, nach  Honoré de Balzac, R. Moses, Berlin 1876 OCLC 72463721
- Die Philosophie des Unbewussten, Lustspiel in einem Akt, Wallishausser, Wien 1876[Digitalisat 4]
- Vom Hundertsten ins Tausendste. Skizzen. Verlag Ernst Julius Günther, Leipzig 1876[Digitalisat 5]
- Gemischte Gesellschaft. Heitere Plaudereien. Verlag Ernst Julius Günther, Leipzig 1877[Digitalisat 6]
- Paula’s Geheimniß. Dramatischer Scherz in einem Akt, Verlag Bär & Hermann, Leipzig 1878 OCLC 248052527
- Auf der Mensur. Ein Federkrieg. Verlag Ernst Julius Günther, Leipzig 1878. OCLC 887712489
- mit Karl-Hartmann Plön: Operationen. Schwank in vier Akten, A. Entsch, Berlin 1879. OCLC 72463749
- Wir Abgeordneten. Lustspiel in fünf Akten, Berlin 1879. OCLC 247977191
- Zum Dessert. Geplauder. Frobeen, Bern 1880. OCLC 180470528
- Die Teufelsfelsen. Schwank in vier Aufzügen, Reclam, Leipzig 1880. OCLC 1100447666[Digitalisat 7]
- Bummelbriefe. Heiteres und Grilliges. Leipzig 1880; OCLC 774988736
- Die Philosophie des Unbewußten. Lustspiel. Altenburg o. J. [ca. 1880]; OCLC 248060815
- Aus heiterm Himmel. Gesammelte Epigramme. Frobeen, Bern 1880; OCLC 234080037
- gemeinsam mit Otto Girndt: Um ein Nichts. Lustspiel. Bloch, Berlin 1881 OCLC 248060978
- Excelsior Textdichtung zu Luigi Manzotti’s Ballett. Boll, Berlin 1883; OCLC 72463724
- Von der Bank der Spötter. Allerlei Glossen. Freund & Jeckel, Berlin 1884; (Digitalisat bei Google Books)
- Der Probepfeil. Lustspiel in vier Akten. Freund & Jeckel, Berlin 1884; OCLC 557390221
- Der Klub, nach Edmon Gondimet, deutsche Bearbeitung von Oscar Blumenthal. Philipp Reclam, Leipzig 1885 OCLC 248968904
- Ein Tropfen Gift. Schauspiel in vier Akten, Berlin 1886 OCLC 830148320
- Theatralische Eindrücke. A. Hofmann, Berlin 1885 OCLC 1903353[Digitalisat 8]
- Die große Glocke. Lustspiel, Bloch, Berlin 1885. OCLC 162979646
- Der schwarze Schleier. Schauspiel in vier Akten, Bloch, Berlin 1886; OCLC 248060878
- Sammt und Seide. Lustspiel in 4 Akten. Felix Bloch, Berlin 1886; OCLC 72463755
- Aufrichtigkeiten. Gedichte. Freund & Jeckel, Berlin 1887; OCLC 37355802
- Anton Antony. Lustspiel in fünf Akten. Berlin 1887; OCLC 72463718
- Cyprienne. Lustspiel in drei Akten, Bühnenbearbeitung von Divorçons von Victorien Sardou und Émile de Najac. Reclam, Leipzig 1888; OCLC 1068451437
- Der Zaungast. Lustspiel in vier Akten. Berlin 1889; OCLC 630816869
- Gesammelte Epigramme. Freund & Jeckel, Berlin 1890 OCLC 37355828
- Das zweite Gesicht. Lustspiel in vier Akten. R. Boll, 1890. OCLC 468978237
- Gesammelte Epigramme. Freund & Jeckel, Berlin 1890 OCLC 251911442
- Juliette. Schauspiel. Berlin 1890
- Abu Seid. Lustspiel in einem Akt. Max Simson, Charlottenburg 1890; OCLC 602853764[Digitalisat 9]
- Falsche Heilige. Schauspiel in vier Akten, freie Bearbeitung nach Arthur Wing Pinero. Bloch, Berlin 1891; OCLC 251911447
- mit Gustav Kadelburg: Die Großstadtluft. Schwank in 4 Acten. Bloch, Berlin 1891 OCLC 234048958[Digitalisat 10]
- mit Gustav Kadelburg: Die Orientreise. Schwank. Bloch, Berlin 1892; OCLC 248059818
- mit Ernst Pasqué: Frau Venus, modernes Märchen in drei Aufzügen und dreizehn Bildern. Musik: Carl Alexander Raida. Philipp Reclam, Leipzig 1893; OCLC 1148064802[Digitalisat 11]
- mit Gustav Kadelburg: Mauerblümchen. Lustspiel in vier Akten, Felix Bloch Erben, Berlin 1893; OCLC 251911455
- Niobe. Schwank in drei Akten, nach Harry Paulton (1842–1917) und Edward Antonio Paulton (1866–1939), freie Bearbeitung Oskar Blumenthal. Weinberger, Wien und Leipzig 1894 OCLC 252312606
- Gräfin Fritzi. Lustspiel in drei Akten. Felix Bloch Erben, Berlin 1895; OCLC 251912203
- Das Einmaleins. Lustspiel in drei Akten. Felix Bloch Erben, Berlin 1896; OCLC 251911440
- mit Gustav Kadelburg: Hans Huckebein (Die Dame aus Ostende). Schwank in drei Akten. I. Goldman, New York 1897; OCLC 25185517
- mit Gustav Kadelburg: Im weißen Rößl. Lustspiel in drei Aufzügen. Felix Bloch Erben, Berlin 1898; OCLC 252312662[Digitalisat 12]
- mit Gustav Kadelburg: Auf der Sonnenseite. Lustspiel in drei Aufzügen. Felix Bloch Erben, Berlin 1898; OCLC 845819956
- Merkzettel. M. Simson, Charlottenburg 1898 OCLC 37355904
- mit Gustav Kadelburg: Als ich wieder kam. Lustspiel in drei Akten, Felix Bloch Erben, Berlin 1899; OCLC 630790807[Digitalisat 13]
- mit Gustav Kadelburg: Die strengen Herren. Schwank in drei Akten. Felix Bloch Erben, Berlin 1900; OCLC 1577789
- Die Fee Caprice. Lustspiel in drei Akten. Felix Bloch Erben, Berlin 1901; OCLC 311528935
- Federkrieg. H. Steinitz, Berlin 1901 OCLC 250542812
- mit Gustav Kadelburg: Der blinde Passagier. Lustspiel in drei Akten. Felix Bloch Erben, Berlin 1902; OCLC 1014170341
- Schachminiaturen. Eine Problemsammlung. Veit & Comp. Leipzig 1902; anders.thulin.name (Memento vom 7. Januar 2014 im Internet Archive; PDF; 551 kB).
- Schachminiaturen. Neue Folge. Veit & Comp., Leipzig 1903; anders.thulin.name (Memento vom 7. Januar 2014 im Internet Archive; PDF; 242 kB).
- Wann wir altern. Einakter, eine dramatische Plauderei, 1903[Digitalisat 14]
- mit Gustav Kadelburg: Das Theaterdorf. Lustspiel in drei Akten. Felix Bloch Erben, Berlin 1902; OCLC 72463759
- Unerbetene Briefe. Deutsche Verlagsanstalt, Stuttgart / Leipzig 1902; OCLC 257965436
- Meteor-Tagebuch. Welt auf Reisen, Berlin 1903; OCLC 252312938
- Klingende Pfeile. Gedichte. Friedrich Fontane, Berlin 1904; OCLC 1072432283
- Der tote Löwe. Drama in vier Aufzügen. Friedrich Fontane, Berlin 1904; OCLC 494372440
- Nachdenkliche Geschichten. Friedrich Fontane, Berlin 1904; OCLC 19319884
- Der Schwur der Treue. Lustspiel in drei Akten, Bloch, Berlin 1905; OCLC 793632678
- Satirische Gänge. Friedrich Fontane, Berlin 1905; OCLC 744712909
- mit Gustav Kadelburg: Zwei Wappen. Schwank, Bloch, Berlin 1905[Digitalisat 15]
- Das Glashaus. Lustspiel in drei Aufzügen. Bloch, Berlin 1906 OCLC 24960423
- An Diesen und Jenen. Episteln und Ansichtskarten. Friedrich Fontane, Berlin 1906 OCLC 752461917
- mit Max Bernstein: Mathias Gollinger. Lustspiel. 1906.
- Zwischen Ja und Nein. Komödie in drei Aufzügen, Bloch. Berlin 1907 OCLC 252312201
- mit Gustav Kadelburg: Der letzte Funke. Lustspiel, Felix Bloch Erben, Berlin 1907 OCLC 695686132
- Eine Frauenbeichte und Anderes. G. Stilke, Berlin 1908; OCLC 34570984
- mit Gustav Kadelburg: Die Thür in’s Freie. Lustspiel in drei Akten. Felix Bloch Erben, Berlin 1908 OCLC 1539351
- Vom Weib und vom Manne. Stilke, Berlin 1909; OCLC 250191745
- Buch der Sprüche. Concordia, Berlin 1909; OCLC 251912018
- Der schlechte Ruf. Ein Rokokoscherz. Bloch, Berlin 1909; OCLC 1070850422
- mit Rudolf Lothar: Die drei Grazien, Lustspiel in 3 Aufzügen, Bloch, Berlin 1910; OCLC 252312161
- Unwiderstehlich, Komödie in einem Akt. Felix Bloch Erben, Berlin 1911 OCLC 72463760
- Ein Waffengang. Lustspiel in drei Akten. Felix Bloch Erben, Berlin 1912[Digitalisat 16]
- Wellenringe. Georg Stilke Verlag, Berlin 1912[Digitalisat 17]
- Lebensschwänke. Heitere Geschichten. Verlag der lustigen Blätter, 1913; OCLC 72638958[Digitalisat 18]
- mit Gustav Kadelburg: Die Schöne vom Strande, musikalischer Schwank in drei Akten, Musik: Victor Holländer. Bote und Bock, Berlin 1914[Digitalisat 19]
- mit Gustav Kadelburg: Die Dame von Ostende, Vaudeville in 3 Akten, Musik: Victor Holländer. Bote und Bock, Berlin 1914; OCLC 165694161
- mit Max Bernstein: Die große Pause, Lustspiel aus sorgenlosen Friedenstagen in 4 Akten. Felix Bloch Erben, Berlin-Wilmersdorf 1915 OCLC 923875104
- Humoresken. Philipp Reclam, Leipzig 1916; OCLC 923654720[Digitalisat 20]
- Ja, ja – die Liebe! und andere dumme Geschichten. Verlag der lustigen Blätter, Berlin 1917; OCLC 166056556
- Die glückliche Insel, Singspiel in einem Akt, frei nach Jaques Offenbach, Musik: Leopold Schmidt. Bote und Bock, Berlin 1917; OCLC 165380154
- Scherzgedichte. Philipp Reclam, Leipzig 1914, erschienen 1918[Digitalisat 21]

## Digitalisate
1. ↑  Grabbesche Reliquien. Digitalisat im Münchener Digitalisierungszentrum der Bayerischen Staatsbibliothek
2. ↑  Nachträge zur Kenntniss Grabbes. Digitalisat im Münchener Digitalisierungszentrum
3. ↑  Allerhand Ungezogenheiten. archive.org.
4. ↑  Die Philosophie des Unbewussten. Digitalisat bei Google Books
5. ↑  Vom Hundertsten ins Tausendste. Skizzen. Digitalisat bei Google Books
6. ↑  Gemischte Gesellschaft. Heitere Plaudereien. Digitalisat im Münchener Digitalisierungszentrum der Bayerischen Staatsbibliothek
7. ↑  Die Teufelsfelsen. Digitalisat in der Israelischen Nationalbibliothek
8. ↑  Theatralische Eindrücke. Digitalisat bei Hathi Trust
9. ↑  Abu Seid. Digitalisat in der Badischen Landesbibliothek Karlsruhe.
10. ↑  Die Großstadtluft. Digitalisat in der Deutschen Nationalbibliothek.
11. ↑  Frau Venus. Digitalisat in der Israelischen Nationalbibliothek.
12. ↑  Im weissen Rössl. (Simson), [Berlin-] Charlottenburg 1898; Digitalisat. zeno.org.
13. ↑  Als ich wiederkam. Digitalisat in der Israelischen Nationalbibliothek.
14. ↑  Wann wir altern. Digitalisat in der Israelischen Nationalbibliothek.
15. ↑  Zwei Wappen. Digitalisat in der Israelischen Nationalbibliothek
16. ↑  Ein Waffengang. Digitalisat in der Israelischen Nationalbibliothek
17. ↑  Wellenringe. Digitalisat in der Israelischen Nationalbibliothek
18. ↑  Lebensschwänke. Digitalisat in der Deutschen Nationalbibliothek.
19. ↑  Die Schöne vom Strande. Digitalisat in der Universitätsbibliothek Johann Christian Senckenberg Frankfurt.
20. ↑  Humoresken. Digitalisat in der Israelischen Nationalbibliothek.
21. ↑  Scherzgedichte. Digitalisat der Universitätsbibliothek Leipzig.